# Pulkauer Verfolgungen
Eine angebliche Hostienschändung löste 1338 eine Welle von Judenverfolgungen in Pulkau aus. Diese Verfolgungen waren die ersten langen und überregionalen Ausschreitungen, welche Gewalt gegen Juden in österreichischen Gebieten hervorbrachte.

## Der Vorwurf der Hostienschändung
Im April 1338, so die christliche Annalistik, zwischen dem zusammenfallenden Oster- und Pessachfest (12. April), stahlen Juden in Pulkau eine Hostie und verbargen sie in einem Haus. Die Hostie wurde jedoch vor dem Haus eines Juden – lediglich eine Quelle nennt seinen Namen: Marquard, also Merchlin, der seit zehn Jahren in Pulkau lebte – entdeckt und auf Verlangen des Volkes vom Pulkauer Pfarrer zur Kirche getragen, wo sie alsbald verehrt wurde. Daraufhin wurden alle Juden Pulkaus erschlagen und beraubt.
Bis ins 12. Jahrhundert waren Hostien, deren angebliche Schändung und die im Anschluss daran durch diese getätigten Wunder noch meist Bekehrungswunderlegenden, in deren Erzählmuster vom Glauben abgefallene oder an diesem zweifelnde Christen, aber auch Juden durch die Wundertätigkeit der Hostie bekehrt wurden. Durch das Kursieren etlicher Mythen und Wandersagen war das Motiv der Hostienschändung bereits erheblicher Bestandteil christlicher Legenden, als sich mit dem 13. Jahrhundert der Fokus nachhaltig zu verschieben begann. Bereits Mitte des 12. Jahrhunderts begannen sich mit der Legende um William von Norwich die Ritualmordbeschuldigungen von England ausgehend auszubreiten. Die Beschuldigungen, Juden würden Hostien entweder stehlen oder von nicht ehrbaren Christen kaufen, um diese zu schänden, also den Tod Jesu „nachstellen“, nahm jedoch von Paris, wo 1290 die erste Hostienfrevelbeschuldigungen erhoben wurde, seinen Ausgang. Von Anfang an wurden Juden als Frevler und Übeltäter beschuldigt. Im heutigen Österreich sind die ersten Verfolgungen aufgrund von angeblichen Hostienschändungen zwar relativ klein, lokal und kurz, aber recht früh und von Beginn an bemerkenswert zahlreich nachzuweisen. So etwa im Jahre 1294 in Laa an der Thaya nach einem angeblichen Hostienraub, in Korneuburg (1305) und 1306 in St. Pölten.
Ihre Abhängigkeit vom herzoglichen Judenschutz brachte die österreichischen Juden mit dem Einsetzen von Verfolgungen um die Wende zum 14. Jahrhundert in eine zunehmend prekäre Situation. Die ersten Judenverfolgungen in Österreich wurden nicht von einer geistlichen oder weltlichen Person initiiert, sondern gingen von der Bevölkerung aus. Die herzogliche Reaktion darauf hing von den momentanen Gegebenheiten ab und konnte daher sehr unterschiedlich ausfallen. So gab es keine herzogliche Bestrafung für die Bürger der landesfürstlichen Stadt Korneuburg, die 1305 die dortigen Juden nach einer durch den örtlichen Priester inszenierten Hostienschändung ermordeten. Als es im folgenden Jahr jedoch im passauisch regierten St. Pölten zu einer ähnlichen Judenverfolgung kam, verhängte Herzog Rudolf III. eine hohe Geldstrafe gegen die Bürger und meldete damit Machtansprüche gegen die Stadtherrschaft des Bischofs von Passau an.

## Ausbruch der Verfolgungswellen und Folgen
Als also zu Ostern des Jahres 1338 bei einem Juden in Pulkau eine Hostienschändung vorgeworfen wurde, brachte die Bevölkerung die Juden des Ortes um. Dies löste eine regelrechte Welle von Judenverfolgungen aus, die nicht nur in Niederösterreich, sondern auch in Böhmen und Mähren zahlreiche Opfer forderte. Betroffen waren vor allem kleinere, ländliche Ansiedlungen, während die jüdischen Gemeinden in den größeren Städten geschützt blieben, auch wenn sie sich, wie in Wien, diesen Schutz durch finanzielle Zugeständnisse an die Bürger erkaufen mussten. 
Die Judengemeinden von Wien, Wiener Neustadt und Krems überstanden die Wellen schadenlos. Bei der Benennung dieser von den Ausschreitungen erfassten Orte werden die christlichen Quellen jedoch sehr vage. So sprechen etwa die Continuatio Mellicense und die Annales Novimontense von „zahlreichen Orten“, an denen Juden von Christen getötet wurden oder sich angesichts ihres Schicksals selbst töteten, ohne jedoch jeweils direkten Bezug auf Pulkau zu nehmen. Nur die Annales Zwetlense berichten von konkreten Orten, nämlich Retz, Znaim, Horn, Eggenburg, Klosterneuburg und Zwettl, in denen die jüdische Bevölkerung ermordet wurde. Dank böhmischen Geschichtsquellen, wie den Chroniken des Abtes Neplacho aus Troppau und des Franciscus Pragensis, konnte man auch Verfolgungen im böhmisch-mährischen Raum nachweisen.
Christliche Quellen gaben also wenige Informationen preis, im Gegensatz zu der präzisen Liste des hebräischen Martyrologiums. Das 1296 angelegte so genannte „Nürnberger Memorbuch“ listet jene Orte auf, in denen die jüdischen Einwohner den von Pulkau ausgehenden Verfolgungen zum Opfer fielen und die die jüdische Ansiedlung in den Ortschaften im österreichisch-böhmischen Grenzgebiet brutal beendeten: Pulkau, Eggenburg, Retz, Znaim, Horn, Zwettl, Raabs, Erdberg, Jamnitz, Fratting, Trebitsch, Feldsberg, Falkenstein, Hadersdorf, Gars, Rastenfeld, Mistelbach, Weiten, Emmersdorf, Tulln, Klosterneuburg, Passau, Libisch, St. Pölten, Budweis, Laa, Tschaslau, Prichowitz, Neuhaus, Drosendorf und Villach. Das Werk, welches von seinem Verfasser selbst als Sefer sikkaron, also Buch der Erinnerung, genannt wird, ist das älteste bekannte dieser Gedenkbücher, die in Mittelalter und Neuzeit zum Inventar der aschkenasischen Gemeinden gehörten und enthält unter anderem ein Martyrologium mit den Namen tausender Juden, der Großteil davon aus dem deutschsprachigen Raum, die während den Verfolgungen zwischen dem Ersten Kreuzzug und der Pestepidemie Mitte des 14. Jahrhunderts ermordet wurden.
Angesichts dieser ersten überregionalen Verfolgung im Herzogtum Österreich wandte sich Herzog Albrecht II. an den Papst. Benedikt XII. beauftragte daraufhin den Bischof von Passau, die Sache zu untersuchen und die Juden, falls die Hostienschändungsvorwürfe berechtigt seien, zu bestrafen. Würden sie aber für unschuldig befunden, sollten die Anstifter der Verfolgungen strengstens bestraft werden. Es fällt auf, dass selbst christliche zeitgenössische Quellen wirtschaftliche Motive als wahre Gründe dieser antijüdischen Gewaltausbrüche sahen, auch wenn die Verfolger ihr Vorgehen mit angeblichen Hostienschändungen zu rechtfertigen versuchten. Meist wollten die schwer verschuldeten Adeligen, Bürger und Bauer ihre Schuldzettel verbrennen oder ihr verpfändetes Hab und Gut zurück erlangen, meist erschlugen sie die Juden dabei, um leichter ihre Schulden zu vernichten.
Im Herzogtum Österreich machte die Pulkauer Verfolgung die Grenzen des herzoglichen Judenschutzes offensichtlich – vor allem in den entfernteren kleinen Niederlassungen auf dem Land, wo ein unmittelbares herzogliches Eingreifen kaum möglich war. Dies führte zu einem starken Rückgang der jüdischen Siedlungen in Niederösterreich: während die großen Gemeinden bestehen blieben, verschwanden viele der kleineren Ansiedlungen zur Gänze oder doch zumindest für mehrere Jahrzehnte. Die jüdische Siedlung konzentrierte sich in der Folge offenbar verstärkt auf die Umgebung der großen Orte, wo man im Notfall besser geschützt war, auch wenn sich in der zweiten Jahrhunderthälfte wieder vermehrt jüdische Bewohner in ländlichen Ortschaften nachweisen lassen.
Die Pulkauer Verfolgungswellen stellten keineswegs ein isoliertes Ereignis dar. Im europäischen Kontext sind die blutigen Armleder-Verfolgungen im Jahre 1336 entstanden und es zogen sich bis 1338 brutale Wellen von Mord und Plünderung durch süddeutsche Gemeinden. Das angebliche Hostienwunder in Pulkau war der Anlass zur Errichtung der Filialkirche.